# Carol al X-lea al Suediei
Carol al X-lea Gustav suedeză Karl X Gustav (n. 8 noiembrie 1622, Nyköping, Nyköpings län, Suedia – d. 13 februarie 1660, Göteborg, Suedia) a fost rege al Suediei din 1654 până la moartea sa. A fost fiul lui Ioan Casimir, Conte Palatin de Zweibrücken-Kleeburg și al Ecaterinei a Suediei. După decesul tatălui său a devenit Conte Palatin. S-a căsătorit cu Hedwig Eleonora de Holstein-Gottorp și au avut un singur fiu, Carol al XI-lea al Suediei.
Carol al X-lea a fost al doilea rege Wittelsbach al Suediei după regele Christopher de Bavaria (1441–1448) care nu avea moștenitori.
La începutul domniei lui Carol, acesta s-a concentrat pe vindecarea discordiilor interne și pe unirea tuturor forțelor națiunii, potrivit standardului său pentru o nouă politică de cucerire. El a contractat o căsătorie politică pe 24 noiembrie 1654, cu Hedviga Eleonora, fiica lui Frederick al III-lea, Duce de Holstein-Gottorp, pentru a asigura un viitor aliat împotriva Danemarcei. În martie 1655, s-a luat în considerare în mod corespunzător, cele două mari întrebări naționale presante: un război și restituirea terenurilor coroanei înstrăinate. Timp de trei zile, un comitet secret prezidat de către rege, a decis că regele ar putea convinge cu ușurință delegații pentru un război necesar împotriva Poloniei și că acesta s-ar dovedi foarte avantajos, însă se lua în considerare problema subvențiilor. În 1659, el a proclamat pedepse severe pentru orice vânătoare în rezerva roială din Ottenby, Öland, Suedia, unde a construit un zid lung, separând sudul insulei.